# Богатирьов Володимир Олександрович
Володимир Олександрович Богатирьов (нар. 21 червня 1955, м. Калач-на-Дону Волгоградської області) — український театральний педагог, режисер, сценограф, завідуючий кафедри театральної режисури Рівненського державного гуманітарного університета, кандидат педагогічних наук, доцент. Постановник і сценограф понад 40 вистав, автор наукових публікацій.

## Життєпис
Народився 21 червня 1955 у місті Калач-на-Дону Волгоградської області в українській родині. З 1959 року проживає в Україні. Середню школу закінчив 1972 року у Здолбунові.
Закінчив Київський державний інститут культури ім. О. Корнійчука (Рівненський культурно-освітній факультет). З 1976 року — викладач на кафедрі режисури та майстерності актора цього вишу. Кандидат педагогічних наук, завідувач кафедри театральної режисури.
Одружений. Дружина — Алла Павлівна, донька — Тетяна (нар. 1983), онук — Володимир.

### Педагогічна діяльність
Завідуючий кафедри театральної режисури Рівненського державного гуманітарного університета, кандидат педагогічних наук, доцент. Серед дисциплін, що викладає — майстерність актора, теорія і практика режисерської та акторської діяльності, театральна педагогіка, методика викладання режисури та майстерності актора, історія театральної режисури, проблеми еволюції
сценічного простору, європейські режисерські школи. Найбільше у своїй педагогічній роботі цінує можливість допомагати студентам розкритися, відкрити те, що закладено в них спочатку, про що вони не знають, не вміють цим користуватися.
Серед учнів: викладач кафедри театральної режисури Інституту мистецтв РДГУ Михайло Журавель, актори Рівненського обласного академічного українського музично-драматичного театру Анастасія Лисенко, Дмитро Пшечук, Юрій Ширко, актор Рівненського театру ляльок Антон Сисюк, актриса Житомирського академічного українського музично-драматичного театру ім. Івана Кочерги Олена Мельник, актор і режисер Іван Данілін, Ігор Ніколаєв, Ніна Ніколаєва, Віка Клещенко-Пилипчук, Марта Левченко, Олексій Титаренко, Ігор Данчук, Андрій Кирильчук, Людмила Натанчук, Микола Карпович, Валерія-Супонькіна-Лагнюк, Станіслав Лозовський, Валерія Олейнікова, Людмила Колосович, Юлія Раденко та інші.
Бере участь у конкурсах та фестивалях як член журі, проводить майстер-класи. Бере участь в освітніх програмах.

## Режисерські роботи в театрі
Перелік вистав наведено за виданням «Сценографічний образ вистави» (навчальний посібник для студентів вищих навчальних закладів культури і мистецтва за спеціальністю «Театральне мистецтво»):
- 1973 — «Попелюшка» Євгена Шварца — сценографія КДІК ім.О.Корнійчука
- 1975 — «Дім Бернарди Альби» за однойменною п'єсою Федеріко Гарсія Лорки — сценографія, КДІК ім.О.Корнійчука
- 1976 — «Я завжди посміхаюсь…» Якова Сегеля — постановка і сценографія, КДІК ім.О.Корнійчука
- 1988 — «Вовкулаки» О. Бочко за мотивами новел Бориса Віана — сценография (Мордовский театр драми та музичної комедії м. Саранськ)
- 1990 — «Електра» за однойменною п'єсою Евріпіда — сценографія, (постановка В.О.Ільєва), РДІК
- 1991 — «Гра у фанти» Миколи Коляди[ru] — сценографія (постановка В.О.Ільєва), КДІК ім. О. Корнійчука
- 1992 — «Слон» Олександра Копкова[ru] — сценографія, (постановка В.О.Ільєва), РДІК, Мала сцена Рівненського обласного академічного музично-драматичного театру
- 1995 — «Лісістрата» за однойменною п'єсою Арістофана — постановка і сценографія, РДІК
- 1996 — «Дорога Олена Сергіївна» Людмили Розумовської[ru] — постановка і сценографія, РДІК
- 1996 — «Лікар мимоволі» за однойменною п'єсою[fr] Мольєра — постановка і сценографія, РДІК
- 1997 — «Мина Мазайло» за однойменною п'єсою Миколи Куліша — сценографія (постановка В.Юрціва. Львівський обласний музично-драматичний театр ім.Ю.Дрогобича м.Дрогобич)
- 1999 — «Курячі голови» Дьєрдя Шпіро[en] — сценографія (постановка Ю.Мельничука), РДІК
- 2000 — «Замазура» Януша Гловацького — постановка і сценографія, РДГУ, Мала сцена Рівненського обласного академічного музично-драматичного театру
- 2003 — «Троянки» за однойменною п'єсою Евріпіда — постановка і сценографія, РДГУ, Мала сцена Рівненського обласного академічного музично-драматичного театру
- 2003 — «Уроки театру» Ежена Йонеско, Семюеля Бекета, Неди Нежданої, Марка Кропивницького — сценографія, РДГУ
- 2004 — «Реквієм» Леоніда Андреєв — сценографія (постановка Т. Лагнюка), РДГУ, Мала сцена Рівненського обласного академічного музично-драматичного театру
- 2004 — «Сільвія» Р. Герні — сценографія, (постановка Марти Макарій), РДГУ
- 2006 — «Гість» Ірини Міхейчевої — сценографія (постановка В. А. Сніжного), (курс В. Сніжного), Мала сцена Рівненського обласного академічного музично-драматичного театру
- 2007 — «Сестри Річинські» Ірини Вільде — сценографія (постановка Н. Є. Ніколаєвої), (курс Н. Є. Ніколаєвої), Мала сцена Рівненського обласного академічного музично-драматичного театру
- 2008 — «Казка про дружбу» за п'єсою «Вперед, кошеня!» Андрія Зінчука — постановка і сценографія, РДГУ
- 2008 — «Підступність і кохання» за однойменною п'єсою Фрідріха Шиллера — постановка і сценографія, РДГУ, театр «Сонях»
- 2009 — «Абрикосовий рай» Олени Ісаєвої — постановка і сценографія (курс Л. Т. Ізарової), РДІК, Мала сцена Рівненського обласного академічного музично-драматичного театру
- 2009 — «Дерев'яна дорога» Л. Устінова — сценографія (постановка Л.Т.Ізарової), (курс Л.Т.Ізарової), РДІК, Рівненський обласного академічного театр ляльок
- 2009 — «Рожеве павутиння» Якова Мамонтіва — постановка і сценографія, (курс Л. Т. Ізарової), РДІК
- 2010 — «Він, вона і море» Мара Байджиєва[ru] — постановка і сценографія, (курс В. А. Сніжного), Мала сцена Рівненського обласного академічного музично-драматичного театру
- 2010 — «Підступність і кохання» за однойменною п'єсою Фрідріха Шиллера — постановка і сценографія, Одеський драматичний театр, м. Одеса
- 2010 — «Ненормальна» Надії Птушкіної[ru] — сценографія (постановка Н.Сокоринської), РДГУ
- 2011 — «Лист незнайомки» Стефана Цвейга — сценографія, РДГУ
- 2011 — «Гість» Ірини Міхейчевої — постановка, Волинський обласний академічний драматичний театр ім. Т. Г. Шевченка, камерна сцена м. Луцьк
- 2011 — «Життєві дрібниці» за оповіданнями Антона Чехова — постановка і сценографія, РДГУ
- 2012 — «Попелюшка» Євгена Шварца — постановка і сценографія, РДГУ
- 2012 — «А я вам потрібен, панове…» за п'єсою «На всякого мудреця досить простоти[ru]» — постановка і сценографія (курс Л. Т. Ізарової), Мала сцена Рівненського обласного академічного музично-драматичного театру
- 2013 — «Емігранти» Славомира Мрожека — постановка і сценографія, РДГУ, театр «Сонях»
- 2013 — «Руда п'єса» Оксани Драгунської — постановка і сценографія, РДГУ
- 2014 — «Тартюф» за однойменною п'єсою Мольєра — постановка і сценографія, РДГУ
- 2014 — «Стриптиз» Славомира Мрожека — постановка і сценографія, театр «Сонях»
- 2016 — «Електра» за однойменною п'єсою Софокла — постановка і сценографія, РДГУ
- 2017 — «За образом та подобою» Костянтина Фролова — постановка та сценографія, театр «А-парт», сцена театру «Сонях»
- 2017 — «Оркестр» Жана Ануя — постановка та сценографія, навчальний театр кафедри театральної режисури «Мельпомена», РДГУ
- 2018 — «Замазура» Януша Гловацького — керівництво постановкою, режисура та сценографія; навчальний театр кафедри театральної режисури «Сходження», РДГУ